# Monterrey Open 2012
Il Monterrey Open 2012, conosciuto anche come Whirlpool Abierto Monterrey Open per motivi di sponsorizzazione, è stato un torneo femminile di tennis giocato sul cemento. È stata la 4ª edizione del torneo, che fa parte della categoria International nell'ambito del WTA Tour 2012. Si è giocato gioca al Sierra Madre Tennis Club di Monterrey in Messico, dal 20 febbraio al 26 febbraio 2012.

## Partecipanti

### Teste di serie
| Nazionalità | Giocatrice             | Ranking* | Testa di serie |
| ----------- | ---------------------- | -------- | -------------- |
| Italia      | Roberta Vinci          | 24       | 1              |
| Italia      | Sara Errani            | 35       | 2              |
| Romania     | Sorana Cîrstea         | 49       | 3              |
| Romania     | Alexandra Dulgheru     | 53       | 4              |
| Argentina   | Gisela Dulko           | 68       | 5              |
| Ungheria    | Gréta Arn              | 70       | 6              |
| Francia     | Mathilde Johansson     | 71       | 7              |
| Spagna      | Lourdes Domínguez Lino | 72       | 8              |

- Ranking al 13 febbraio 2012.

### Altre partecipanti
Le seguenti giocatrici hanno ricevuto una wild-card per il tabellone principale:
- Sorana Cîrstea
- Ximena Hermoso
- Jaroslava Švedova

Le seguenti giocatrici sono entrati nel tabellone principale passando dalle qualificazioni:

- Sesil Karatančeva
- Maria Abramović
- Katalin Marosi
- Mónica Puig

## Campionesse

### Singolare
Tímea Babos ha battuto  Alexandra Cadanțu con il punteggio di 6-4, 6-4.

### Doppio
Sara Errani /  Roberta Vinci hanno battuto in finale  Kimiko Date-Krumm /  Zhang Shuai con il punteggio di 6-2, 7–6(6).